# Montagny, Rhône
Montagny este o comună în departamentul Rhône din sud-estul Franței. În 2009 avea o populație de 2.518 de locuitori.

## Evoluția populației
| An        | 1975  | 1982  | 1990  | 1999  | 2006  | 2009  |
| --------- | ----- | ----- | ----- | ----- | ----- | ----- |
| Populație | 1.227 | 1.803 | 2.202 | 2.322 | 2.377 | 2.518 |